# Tilt
Tilt – polski zespół rockowy, który działa z przerwami od 1979 roku. Początkowo kojarzony był ze sceną punkrockową i wykonywał utwory z anglojęzycznymi tekstami. Tomasz Lipiński – założyciel, lider, wokalista i gitarzysta – jako jedyny był członkiem zespołu przez cały okres jego działalności.
Jak przyznał Tomasz Lipiński, Tilt od początku był zespołem post punkowym.
Nazwa zespołu pochodzi od napisu informującego o przerwaniu gry spowodowanego szarpaniem, popychaniem lub uderzaniem we flipper. Chcieliśmy tak działać na społeczeństwo – „tiltować” je.

## Historia

### 1979–1980
Zespół powstał jesienią 1979 roku. Tilt został utworzony w Warszawie przez wokalistę i gitarzystę Tomasza „Frantza” Lipińskiego, basistę Tomasza „Rastamana” Szczecińskiego i perkusistę Jacka „Lutra” Lenartowicza (ex–Deadlock). Krótko po powstaniu zespołu nadano mu nazwę Tilt (wcześniejsze propozycje: Artists and Prostitutes, Zakaz). Gdy „Luter” stworzył tekst „life after life, death after death, flippers at the hop trying to catch my breath”, to powstał pomysł na nazwę Tilt.
Jeden z pierwszych koncertów grupa zagrała w warszawskim Teatrze Studio na przełomie 1979 i 1980 (zorganizowanym przez ówczesnego kierownika galerii „Remont” Henryka Gajewskiego, ówczesnego menedżera Tiltu Piotra Rypsona i związanego z Teatrem Studio Zdzisława Sosnowskiego). W 1980 zespół wystąpił w gdańskim Wielkim Młynie oraz przed szerszą publicznością podczas „I Ogólnopolskiego Przeglądu Nowej Fali” w Kołobrzegu (wszystkie występy zostały uwiecznione na taśmie filmowej przez Gajewskiego). W tym okresie muzycy nagrali w studiu cztery utwory: „Border Line”, „Photo”, „Pink Pictures” i „Fallen Is Babylon”, które trafiły wraz z piosenkami „Disco Girls, Disco Boys” i „Indepedient Intervision” (pochodzącymi z koncertów) na bootlegową kasetę magnetofonową dokumentującą festiwal w Kołobrzegu (kaseta zawierała również nagrania zespołów: Kryzys, KSU, Kanał, Deadlock i Poerocks). Skład zespołu poszerzył się o grającą na instrumentach klawiszowych „Pyzę”. Jesienią tego samego roku Lipiński zawiesił działalność Tiltu i latem 1981 utworzył z Robertem Brylewskim zespół Brygada Kryzys. „Luter” i „Pyza” po krótkim epizodzie w grupie Białe Wulkany wyemigrowali do Berlina Zachodniego.

### 1983–1987
Kiedy Brygada Kryzys rozwiązała się pod koniec 1982 Lipiński razem z „Rastamanem” reaktywowali Tilt uzupełniając skład perkusistą Tomaszem „Gogo Szulcem” Kożuchowskim (ex–TZN Xenna) oraz saksofonistą jazzowym Aleksandrem Koreckim. Ten okres udokumentowała piosenka „Za zamkniętymi drzwiami (widziałem Cię)”, która ukazała się w 1985 na poltonowskiej kompilacji różnych wykonawców Fala. W 1984 „Rastaman” opuścił zespół, a na jego miejsce przyszli: basista Franz Dreadhunter i gitarzysta Piotr „Czombe” Dubiel (ex–Deuter; ex–TZN Xenna). W tym składzie muzycy Tiltu nagrali swój pierwszy singel „Runął już ostatni mur”. W 1985 Lipiński i Dreadhunter postanowili złagodzić repertuar czyniąc go dostępniejszym szerszej publiczności. Efektem tych zmian był kolejny singel „Mówię ci, że...”, nagrany przy gościnnym udziale wokalistki Kayah. Tytułowa piosenka stała się w Polsce jednym z największych przebojów końca lat 80. W tym okresie muzycy zarejestrowali także materiał na swój debiutancki album Tilt, który ukazał się w 1988. Album przyniósł nowe przeboje („Szare koszmary” oraz „Rzeka miłości, morze radości, ocean szczęścia”). W sesji nie wziął udziału „Gogo Szulc” (przeszedł do Armii), którego zastąpiono automatem perkusyjnym. Jeszcze przed wydaniem tej płyty zespół ponownie zawiesił działalność. Lipiński utworzył wówczas nową grupę Fotoness.

### 1988–1989
W 1988 po rozpadzie Fotoness Tilt został ponownie reaktywowany (jako Czad Kommando Tilt). Oprócz Lipińskiego w zespole pojawili się: basista Dariusz „Maleo” Malejonek oraz ponownie „Gogo Szulc”. W tym składzie udali się na koncerty do ZSRR. Po powrocie do Polski Malejonka zastąpił Marcin Ciempiel (ex–Fotoness). Niedługo później w Tilcie pojawił się gitarzysta Jan Benedek. Wcześniej muzycy przystąpili do nagrywania drugiej płyty. Zespół zagrał kolejne koncerty poza granicami Polski (NRD i Czechosłowacja). Album Czad Kommando Tilt ukazał się w 1990 – w czasie, gdy Tilt został po raz trzeci zawieszony. Rok później Lipiński z Brylewskim ponownie reaktywowali Brygadę Kryzys.

### 1996
Jesienią 1996 zespół zagrał koncert w warszawskim Teatrze Buffo. Lipińskiemu towarzyszyli wówczas: Dreadhunter, perkusista Artur Hajdasz (po raz pierwszy z Tiltem grał już w 1985 m.in. na festiwalu w Jarocinie), wokalistka Magda Steczkowska i gitarzysta Jacek Królik. Występ był transmitowany przez radio i telewizję. Pod koniec roku ukazał się album Rzeka miłości, koncert w Buffo '96 zawierający nagrania z tego koncertu.

### 2000–2002
W 2000 nastąpił kolejny powrót Tiltu – Lipińskiemu i Dreadhunterowi towarzyszyli: Piotr Lewicki (gitara, instr. klawiszowe) oraz Tomasz Czulak (perkusja). Trzy nowe utwory: „Miassto fcionga”, „Westchnienie” i „Ostatnia piosenka o miłości” trafiły do filmu Reich Władysława Pasikowskiego. W 2002 została wydana płyta Emocjonalny terror.

### od 2006
Od 2006 grupa działa w składzie: Tomasz Lipiński, Karol Ludew (perkusja), Piotr Leniewicz (gitara basowa), Aleksander Korecki (saksofon) i Wojciech Konikiewicz (instr. klawiszowe).

## Muzycy zespołu (w różnych okresach)
- Tomasz Lipiński – wokal, gitara (od 1979)
- Tomasz Szczeciński – gitara basowa (1979–1984)
- Jacek Lenartowicz – perkusja, teksty (1979–1980)
- „Pyza” – instrumenty klawiszowe (1980)
- Tomasz „Gogo Szulc” Kożuchowski – perkusja (1983–1985; 1988–1989)
- Aleksander Korecki – saksofon (1983–1987; od 2006)
- Piotr „Czombe” Dubiel – gitara (1984–1985)
- Franz Dreadhunter – gitara basowa, instrumenty klawiszowe (1984–1987; 1996–2002)
- Tomasz Pierzchalski – saksofon (1985–1987)
- Artur Hajdasz – perkusja (1985; 1996)
- Dariusz Malejonek – gitara basowa (1988)
- Marcin Ciempiel – gitara basowa (1988–1989)
- Jan Benedek – gitara (1988–1989)
- Jacek Binasiewicz – perkusja (1993–1995)
- Tomasz Czulak – perkusja (2000–2002)
- Piotr Lewicki – instrumenty klawiszowe, gitara (2000–2002)
- Piotr Leniewicz – gitara basowa (od 2006)
- Karol Ludew – perkusja (od 2006)
- Wojciech Konikiewicz – instrumenty klawiszowe (od 2006)

## Dyskografia

### Albumy
- Tilt (1988)
- Czad Kommando Tilt (1990)
- Rzeka miłości, koncert w Buffo '96 (1996)
- Emocjonalny terror (2002)
- Gwiazdy polskiej muzyki lat 80. (2007) (składanka)

### Single
- „Runął już ostatni mur” (1985)
- „Mówię ci, że...” (1986)
- „Co się stało w tym kraju nad Wisłą?” (2002)

### Kompilacje różnych wykonawców
- Fala (1985) – utwór: „Za zamkniętymi drzwiami (widziałem cię)”